# Panamerikanische Spiele 2023/Breaking
Bei den Panamerikanischen Spielen 2023 in der chilenischen Hauptstadt Santiago de Chile fanden vom 3. bis 4. November 2023 insgesamt zwei Wettbewerbe im Breaking statt, davon je einer bei den Männern und bei den Frauen. Austragungsort war das Chimkowe Gym.
Die Gewinner qualifizierten sich für die Olympischen Sommerspiele 2024 in Paris.

## Bilanz

### Medaillenspiegel
| Platz  | Land               | Gold | Silber | Bronze | Gesamt |
| ------ | ------------------ | ---- | ------ | ------ | ------ |
| 1      | Vereinigte Staaten | 1    | 1      | 1      | 3      |
| 2      | Kanada             | 1    | —      | —      | 1      |
| 3      | Kolumbien          | —    | 1      | —      | 1      |
| 3      | Chile              | —    | —      | 1      | 1      |
| Gesamt | Gesamt             | 2    | 2      | 2      | 6      |

### Medaillengewinner
| Disziplin | Gold       | Silber        | Bronze          |
| --------- | ---------- | ------------- | --------------- |
| B-Boys    | Philip Kim | Jeffrey Louis | Matías Martínez |
| B-Girls   | Sunny Choi | Luisa Tejada  | Vicki Chang     |